# 吳卓羲
吳卓羲（英語：Ron Ng Cheuk Hai；1979年9月2日—），本名吳兆棠，香港男演員及節目主持，曾為無綫電視經理人合約藝員，現為邵氏兄弟藝員。

## 簡歷

### 背景
吳卓羲於沙田顯徑邨長大。他少年時期的讀書成績不好且經常逃學。小學就讀迦密愛禮信小學，為該校1991年第五屆下午校畢業的校友。其後就讀保良局朱敬文中學。至1994年中三畢業後到香港舞蹈藝術學院學習拉丁舞。吳卓羲小時候曾與家人居住在葵芳邨。父親經營運輸生意

### 入行經過
吳卓羲於1998年入讀無綫電視第7期舞蹈藝員訓練班。於2000年由古天樂推薦入讀藝員訓練班，於同年12月成為全經理人合約藝員。

### 電視及獎項方面
早年吳卓羲曾為數部劇集跑龍套，其後獲無綫電視給予機會，在2003年首次於電視劇《英雄刀少年》擔正男主角，後憑《衝上雲霄》中唐亦風一角走紅，躋身無綫一線藝員之列。翌年，吳卓羲更憑《大唐雙龍傳》奪得2004年飛躍進步男藝員獎，此後他參演的劇集都是擔任男主角，成為無綫電視的當家小生。曾是2004年奧運六星之一的吳卓羲，於2005年開始，憑一些大熱作品繼續走紅，《學警系列》的鍾立文、《酒店風雲》的王啟傑都是他著名的角色，而他亦於其他作品，如《男人之苦》、《突圍行動》、《亂世佳人》等擔正男主角。短短幾年間，吳卓羲獲得不少獎項，更成為廣告商的寵兒；不過他在2007年至2008年負面消息不斷，使他的演藝事業陷入低潮期。2009年可說是吳卓羲演藝事業最重要的一年，經過了兩年的低潮後，他的事業再現曙光。他在三部高收視作品《學警狙擊》、《巾幗梟雄》及《巴不得爸爸...》所飾演的角色皆被觀眾稱讚，也讓觀眾看到了吳卓羲不同的一面。在2010年，他為自己的角色作出突破，在處境喜劇《女王辦公室》中飾演電車男凌笑淇，造型與演出都維肖維妙。
吳卓羲近年除為TVB拍攝劇集外，亦開始進軍內地市場，參與拍攝多部內地電視劇，最為內地觀眾熟悉的是《生死諜戀》及《浓情一生》。在2008年，吳卓羲接演內地劇集《大丫鬟》中的大反派方少陵一角，憑精湛演技得到各界認同，在廣州《南方盛典年度影視頒獎禮》奪得「全南方最受歡迎港台男演员」。2011年，吳卓羲更憑此劇在《2010有線最佳劇集頒獎禮》奪得最佳男主角，成為「有線視帝」。順帶一提，由於吳卓羲與無綫有合約在身，故他並無親自出席頒獎禮，而在頒獎禮上有線電視方面仿傚劉曉波獲得諾貝爾和平獎的做法，設立一張空椅，並由頒獎嘉賓、有線娛樂有限公司執行董事胡容卿把獎項放到空椅上，象徵吳卓羲已接過獎項，而有線電視方面亦於稍後時間把獎項送到無綫電視藝員部高層樂易玲手上。。
報章報導有不少網民認為吳卓羲憑外購劇《大丫鬟》奪有線視帝足以坐正無綫一線男主角之位，但因獎項非無綫所頒，所以無綫未受重視，在2010年節目巡禮中,他連同馬浚偉及陳法拉原本擔任重頭劇集《回到三國》的主角，並拍了宣傳片，此劇的時代穿梭古今對白搞笑，深受網民歡迎，不過現改為林峰擔任男主角，一班網民對此議論紛紛，不少人都抗議改用林峰為男主角，認為對吳卓羲不公平。因此不少網民經常在電視劇討論區中指吳卓羲被貶為配角或被易角，其中劇集包括《回到三國》,《衝上雲霄II》,《叛逃》及《忠奸人》等，而當中2011年開拍的劇集《叛逃》乃是史無前列，不是播出後遭投訴，就是開拍該劇試造型時就有投訴，不少網民批評無綫將會眨吳卓羲為二線，來捧當時仍是配角演員的陳展鵬上位，無綫雖否認冷待，但將此劇集延遲至2014年播出，雖然隔了三年，但網民仍未淡忘，因該劇播出時陳展鵬的戲分真係多過吳卓羲，而之前的投訴並不是無中生有，所以除了通訊局收到二十宗觀眾投訴外，在無綫官方網討論區也獲很多人投訴"造馬不公"，但無綫為了隱瞞投訴，將投訴刪除。
自《大丫鬟》以後，吳卓羲放在內地的時間越來越少，只在2011年參與一部古裝劇《歡樂元帥》的其中一個單元，飾演大英雄吳剛，其餘時間都留在香港主力拍電視劇。
2012年，吳卓羲在《缺宅男女》飾演丁冠峰一角，演技獲得外界一致好評，尤其是第十八集的一場痛哭戲，更獲網民及監製點名大讚，這部劇可說是他演藝事業上其中一個重要里程碑。同年，吳卓羲接拍了《衝上雲霄》的續集《衝上雲霄II》，並再次飾演唐亦風一角。這部十年後的續集，由籌備到開拍都備受關注，並於2013年7月首播，是該年的重點推介劇集。同時在同一年亦有參演台慶劇《名媛望族》，首次在TVB劇集飾演反派金木水。
除了TVB劇集之外，吳卓羲在2012至2013年一口氣拍了兩部內地劇，包括《格子間女人》和《待嫁十年》。而他在《格子間女人》的演出亦被視為他在內地發展的一個重要里程碑。
2013年，吳卓羲接拍的潘嘉德監製新劇《醋娘子》擔正第一男主角，搭檔是在《衝上雲霄II》飾演一對的胡杏兒。2015年7月，他入圍「第17屆華鼎獎中國電視劇滿意度調查」之「觀眾最喜愛的影視明星」最後三十強，且最終成功獲獎，為他進軍內地市場打下一支強心針。同年8月，吳卓羲主演的都市時尚偶像劇《最佳前男友》於內地衛視播出。
至2015年6月中；吳卓羲約滿離開無綫電視，結束與無綫的17年賓主關係，同年的台慶劇《梟雄》是其於無綫電視之告別作。
至2015年11月，已轉往內地發展的吳卓羲，目前擔正演出的都市偶像勵志劇《幸福歸來》在內地取得不俗成績，成為深圳衛視及江西衛視全年收視冠軍劇集，而其視頻網站播放量亦輕易衝破20億。同時期，無綫電視台慶劇《梟雄》亦在香港熱播，吳卓羲飾演一名沉穩睿智的律師，但因身處動蕩戰亂時代思想漸變，最後成為利慾薰心、賣師求榮的準上海副市長。
2017年，吳卓羲暫別了2年後再度參與邵氏兄弟劇集《飛虎之潛行極戰》的再次拍攝工作。
2020年，吳卓羲以客串身份演出《使徒行者3》。
2022年尾（TVB首播為2023年2月），吳卓羲在邵氏兄弟劇集《廉政狙擊》一改以往「衝動」的性格，飾演冷靜且攻心計但重視友情的大律師張以凡。

### 電影方面
吳卓羲於2005年接拍電影《擁抱每一刻花火》，首次走進大銀幕就擔正第一男主角。其後，他在《Laughing Gor之變節》、《72家租客》、《我愛HK開心萬歲》中客串演出。在2012年，吳卓羲進軍內地電影界，出演以驚悚和冒險為題材的電影《凶間雪山》。

### 音樂方面
吳卓羲在2005年4月推出的《男人魅》專輯，收錄了《別怪她》一曲，也是TVB電視劇酒店風雲片尾曲，更成為卡拉OK熱爆歌曲，其後吳卓羲獲唱片公司博美娛樂賞識簽為旗下歌手，更於2005年12月12日推出個人首張EP《特快通行（The Fast Pass）》及於2006年1月18日推出首張個人專輯《Fast Forward》。2006年初，吳卓羲在《2005年度十大勁歌金曲頒獎典禮》榮獲「最受歡迎新人獎（男）銀獎」。由於他的首支主打歌曲《別怪她》紅極一時，日本卡通《我們這一家》中的「花師奶」經常唱起，這首歌更被楊秀惠翻唱成女版。吳卓羲除了在他擔演的電視劇主唱主題曲外，還在TVB外購韩国電視劇《春日》、 《東方神球》及日本卡通片《日式面包王》、《太極千字文》主唱主題曲，而《寵物小精靈超世代》主題曲《超世代之戰》更獲《兒歌金曲頒獎典禮》之「十大兒歌金曲」獎。2009年首播的電視劇《巾幗梟雄》大受歡迎，他主唱的主題曲《紅蝴蝶》亦深受觀眾喜愛，更獲網民讚賞歌唱技巧進步不少。除了在《缺宅男女》中與鍾嘉欣合唱的主題曲《傷城記》大受歡迎之外，吳卓羲另外兩首劇集歌曲《團圓》及《有時》亦是百聽不厭之作，後者更曾登上搜尋網站的人氣熱門搜尋榜前列位置。

### 演唱會方面
吳卓羲於2006年1月19日舉行首個個人音樂會，名為《泰林吳卓羲火熱登場音樂會》。早年，他經常與陳豪、鄭嘉穎、黃宗澤等一線小生舉行《男人魅演唱會》，並在馬來西亞、新加坡、廣州等地巡迴演唱，獲得不少登台演出機會。而在2012年5月舉行的《鄧智偉平行回憶演唱會》中，他亦成為主打表演嘉賓之一。

### 廣告方面
吳卓羲在2003年至2006年短短三年間，接了廿多個廣告，成為廣告商的新寵兒，當中包括快圖美、Nature's及味千拉麵等廣告。不過，他在泰林電視廣告中的對白「My favourite」被網友指發音不正，後來更演變成香港俚語「賣飛佛」。吳卓羲於2008年及2010年分別接了蒙娜麗莎婚紗廣告及擔任Enstreet伊恩街品牌形象代言人；直到2012年，他再度接拍香港廣告，為“Blue Ice”啤酒拍攝一輯平面廣告。

## 軼事

### 多度飾演警察
自2005年無綫劇集《學警雄心》開始，吳卓羲在之後的多部劇集均飾演警察角色，職位遍佈警隊各個部門，猶如真的警察在警察學院畢業然後逐步晉升一樣。有網民更製作了吳卓羲的「警察履歷」，此舉令吳卓羲有「TVB御用警員」之稱，更被網民笑稱「下套係咪做一哥？」。吳卓羲接受訪問回應指自己除交通警、水警外，其他部門的警察也演過，完全覺得自己是警察，也提到自己雖熟悉警察工作，但無意轉行。

## 演出作品

### 電視劇（無綫電視）
| 首播                          | 劇名                 | 角色             |
| ----------------------------- | -------------------- | ---------------- |
| 1998年                        |                      |                  |
| 10月26日－12月19日            | 西遊記（貳）         | 摩柯迦葉         |
| 2002年                        |                      |                  |
| 2001年9月17日至2002年12月28日 | 皆大歡喜             | 黃榜眼           |
| 7月29日至9月13日              | 烈火雄心II           | 華               |
| 9月16日至11月15日             | 流金歲月             | 關少秋           |
| 12月30日至2003年1月24日       | 雲海玉弓緣           | 朱金春           |
| 2003年                        |                      |                  |
| 3月24日至5月2日               | 智勇新警界           | 炮 仗            |
| 7月28日至8月22日              | 戀愛自由式           | 陳少安           |
| 9月8日至10月3日               | 英雄·刀·少年         | 王 五            |
| 10月27日至12月20日            | 衝上雲霄             | 唐亦風（Issac）  |
| 2004年                        |                      |                  |
| 2月1日                        | 鐵翼驚情（電視電影） | 飛機乘客         |
| 7月19日至9月12日              | 大唐雙龍傳           | 徐子陵（陵少）   |
| 10月3日至2005年1月3日         | 赤沙印記@四葉草.2    | 排球隊隊員       |
| 2005年                        |                      |                  |
| 2月14日至3月11日              | 西廂奇緣             | 張君瑞           |
| 4月11日至5月24日              | 學警雄心             | 鍾立文           |
| 8月15日至9月23日              | 酒店風雲             | 王啟傑           |
| 2006年                        |                      |                  |
| 海外首播                      | 蓋世孖寶             | 常 歡            |
| 6月13日至7月9日               | 男人之苦             | 康世熙           |
| 2007年                        |                      |                  |
| 1月8日至2月9日                | 突圍行動             | 童日進（Leo）    |
| 3月12日至4月14日              | 亂世佳人             | 田孝義／松田孝義 |
| 6月4日至7月13日               | 學警出更             | 鍾立文           |
| 7月16日至10月5日              | 歲月風雲             | 冼介強／危介強   |
| 9月1日至9月29日               | 廉政行動2007之過界   | 潘展基           |
| 2008年                        |                      |                  |
| 9月22日至10月24日             | 少年四大名捕         | 冷凌棄（冷血）   |
| 2009年                        |                      |                  |
| 2月16日至3月27日              | 學警狙擊             | 鍾立文           |
| 4月27日至5月30日              | 巾幗梟雄             | 蔣必正           |
| 11月30日至12月27日            | 巴不得爸爸...        | 楚 慈            |
| 2010年                        |                      |                  |
| 2月22日至6月12日              | 女王辦公室           | 凌笑淇（阿K）    |
| 2011年                        |                      |                  |
| 2月7日至2月18日               | 你們我們他們         | Jesse            |
| 4月18日至5月27日              | 點解阿Sir係阿Sir     | 程文力（Nick）   |
| 6月13日至7月22日              | 團圓                 | 翁以行（Gary）   |
| 10月10日至11月18日            | 法證先鋒III          | 李展風（Wind）   |
| 2012年                        |                      |                  |
| 1月3日至2月12日               | 缺宅男女             | 丁冠峰（大丁）   |
| 10月22日至12月14日            | 名媛望族             | 金木水           |
| 2013年                        |                      |                  |
| 2月11日至3月8日               | 戀愛季節             | 吳雋楷（CK）     |
| 7月15日至9月8日               | 衝上雲霄II           | 唐亦風（Issac）  |
| 2014年                        |                      |                  |
| 3月17日至4月18日              | 叛逃                 | 莊有傑（Alfred） |
| 7月14日至8月22日              | 忠奸人               | 張立勳（Funny）  |
| 12月1日至12月26日             | 醋娘子               | 計 準            |
| 2015年                        |                      |                  |
| 10月26日至11月29日            | 梟雄                 | 黎兆匡           |
| 2020年                        |                      |                  |
| 11月9日至12月27日             | 使徒行者3            | 羲（客串）       |

### 電視劇（邵氏兄弟）
| 2018年                                         |                |                 |
| 4月6日（myTV SUPER、優酷網） 5月14日（翡翠台） | 飛虎之潛行極戰 | 高家俊          |
| 2019年                                         |                |                 |
| 9月6日（優酷網） 2020年5月18日（翡翠台）       | 飛虎之雷霆極戰 | 章文龍          |
| 2021年                                         |                |                 |
| 12月16日（優酷網） 2022年2月21日（翡翠台）     | 飛虎之壯志英雄 | 高子樂          |
| 2022年                                         |                |                 |
| 12月10日（優酷網） 2023年2月20日（翡翠台）     | 廉政狙擊       | 卓以凡 / 張以凡 |

### 電視劇（中國大陸）
| 2008年       |                |
| 巧克力情人   | 李熏風／李靖雲 |
| 生死諜戀     | 唐問生         |
| 2010年       |                |
| 大丫鬟       | 方少陵         |
| 2012年       |                |
| 歡樂元帥     | 吳剛           |
| 2014年9月2日 |                |
| 格子間女人   | 程睿敏 (Ray)   |
| 2015年       |                |
| 最佳前男友   | 尹浩然         |
| 幸福歸来     | 韓銘           |
| 2016年       |                |
| 待嫁十年     | 劉建國         |
| 结婚為什麼   | 王路易         |
| 長夢留痕     | 林長風         |
| 2020年       |                |
| 戰毒         | 程天           |

### 電影
| 上映日期       | 劇名                           | 角色                       |
| -------------- | ------------------------------ | -------------------------- |
| 2005年         |                                |                            |
| 2005年8月25日  | 擁抱每一刻花火                 | 坦克                       |
| 2009年         |                                |                            |
| 2009年8月13日  | Laughing Gor之變節             | 軍裝警員                   |
| 2010年         |                                |                            |
| 2010年2月11日  | 72家租客                       | 哈公電器舖員工             |
| 2011年         |                                |                            |
| 2011年2月3日   | 我愛HK開心萬歲                 | 三哥（青年）               |
| 2012年         |                                |                            |
| 2012年12月21日 | 凶間雪山                       | 尚海                       |
| 2017年         |                                |                            |
| 2017年4月20日  | 拆弹专家                       | Ben（爆炸品處理課警長）    |
| 2018年         |                                |                            |
| 2018年8月5日   | 蜀山降魔傳（網絡電影）         |                            |
| 2019年         |                                |                            |
| 2019年3月18日  | 沉默的證人                     | 警員                       |
| 2021年         |                                |                            |
| 2021年2月18日  | 拆彈專家2                      | 倫定邦（爆炸品處理課警長） |
| 2021年8月5日   | 女人街，再見了                 | 卓子豪（臥底）             |
| 2022年         |                                |                            |
| 2022年4月      | 邊緣行者                       | 何家駒                     |
| 2022年4月28日  | 逃獄兄弟2                      | 賀俊                       |
| 2022年6月2日   | 逃獄兄弟3                      | 賀俊                       |
| 2022年11月2日  | 致命24小時                     | 楊耀華                     |
| 2023年         |                                |                            |
| 2023年2月17日  | 風再起時                       | 郭兆雄                     |
| 2023年8月26日  | 老板娘3（網絡電影）            | 孟京                       |
| 2024年         |                                |                            |
|                | 反貪風暴之加密危機（網絡電影） |                            |
| 未上映/拍攝中  |                                |                            |
| 未上映         | 源生罪                         | 柳聶民                     |
| 拍攝中         | 一起走過的日子                 |                            |
| 計劃中         | 天地分裂                       |                            |

## 主持節目
- 永安旅遊話你知 點解廣東咁好玩 - 2002年
- 兒歌金曲頒獎典禮 - 2005年

## 音樂作品

### 唱片
| 專輯 # | 專輯名稱            | 專輯類型 | 發行公司 | 發行日期       | 曲目 |
| ------ | ------------------- | -------- | -------- | -------------- | --- |
| 1st    | The Fast Pass限量版 | EP       | 博美娛樂 | 2005年12月12日 | 曲目 CD' 1. 別怪她（Dance remix） 2. 愛馬仕小姐 3. The Fast Pass（music） 4. 春日（TVB電視劇《春日》主題曲） 5. 別怪她（TVB電視劇《酒店風雲》片尾曲）                                         |
| 2nd    | The Fast Pass       | 大碟     | 博美娛樂 | 2006年1月19日  | 曲目 CD 1. 過三關 2. 愛馬仕小姐 3. 別人問起 4. 別怪她（Dance remix） 5. 1+1=2 6. 春日（TVB電視劇《春日》主題曲） 7. 別怪她（TVB電視劇《酒店風雲》片尾曲） Bonus VCD 1. 愛馬仕小姐 Music Video |

### 派台歌曲成績
| 派台歌曲成績       | 派台歌曲成績    | 派台歌曲成績 | 派台歌曲成績 | 派台歌曲成績 | 派台歌曲成績 | 派台歌曲成績                                    |
| ------------------ | --------------- | ------------ | ------------ | ------------ | ------------ | ----------------------------------------------- |
| 大碟               | 歌曲            | 903          | RTHK         | 997          | TVB          | 備註                                            |
| 2005年             |                 |              |              |              |              |                                                 |
| 特快通行           | 别怪她          | 20           | 5            | 10           | 1            |                                                 |
| 特快通行           | 愛馬仕小姐      | -            | 16           | 5            | 1            |                                                 |
| 2008年             |                 |              |              |              |              |                                                 |
|                    | 光輝的印記      | -            | -            | -            | 1            | 與TVB群星合唱 無綫2008年北京奧運主題曲          |
| 2010年             |                 |              |              |              |              |                                                 |
|                    | Run             | -            | -            | -            | -            | 與黃宗澤合唱 無綫外購劇《東方神球》香港版主題曲 |
| 2011年             |                 |              |              |              |              |                                                 |
| Love TV 情歌精選 3 | 春風化雨        | -            | -            | -            | -            | 與陳豪合唱 無綫電視劇《點解阿Sir系阿Sir》主題曲 |
|                    | 團圓            | -            | -            | -            | -            | 無綫電視劇《團圓》主題曲                        |
|                    | 目擊            | -            | -            | -            | -            | 與黎耀祥合唱 無綫電視劇《法證先鋒III》主題曲    |
| 2012年             |                 |              |              |              |              |                                                 |
|                    | 傷城記          | -            | -            | -            | -            | 與鍾嘉欣合唱 無綫電視劇《缺宅男女》主題曲       |
| 2014年             |                 |              |              |              |              |                                                 |
|                    | 千鈞一髮        | -            | -            | -            | -            | 與陳展鵬合唱 無綫電視劇《叛逃》主題曲           |
|                    | 是你嗎？        | -            | -            | -            | -            | 與胡杏兒合唱 無綫電視劇《醋娘子》主題曲         |
| 2018年             |                 |              |              |              |              |                                                 |
|                    | 雖然...這個世界 | -            | -            | -            | -            | 與黃宗澤合唱 無綫電視劇《飛虎之潛行極戰》片尾曲 |

| 各台冠軍歌總數 | 各台冠軍歌總數 | 各台冠軍歌總數 | 各台冠軍歌總數 | 各台冠軍歌總數    |
| -------------- | -------------- | -------------- | -------------- | ----------------- |
| 903            | RTHK           | 997            | TVB            | 備註              |
| 0              | 0              | 0              | 3              | 四台冠軍歌總數：0 |

### 電視劇歌曲
| 年份   | 歌曲名稱        | 電視劇/節目      | 公司 | 性質   | 備註                                         | 收錄專輯                                  |
| 2005年 | 嫁衣裳          | 西廂奇緣         | TVB  | 主題曲 | 與胡杏兒合唱                                 |                                           |
| 2005年 | 勇者            | 學警雄心         | TVB  | 主題曲 | 與郭力行、高皓正、Sky合唱                    |                                           |
| 2005年 | 春日            | 春日             | TVB  | 主題曲 | 外購劇                                       | 《特快通行（The Fast Pass）》             |
| 2005年 | 別怪她          | 酒店風雲         | TVB  | 片尾曲 | 粵語版《我們這一家》中的「花師奶」經常唱此曲 | 《男人魅》、《特快通行（The Fast Pass）》 |
| 2006年 | 金剛            | 男人之苦         | TVB  | 片尾曲 |                                              | 《歌影傳情》                              |
| 2007年 | 突圍            | 突圍行動         | TVB  | 主題曲 | 與馬浚偉合唱                                 | 《唱旺年年》（宣傳品）                    |
| 2007年 | 邁向夢想的天空  | 學警出更         | TVB  | 主題曲 | 與關智斌、吳浩康合唱                         | 《影視旗艦店》                            |
| 2008年 | 風暴            | 少年四大名捕     | TVB  | 主題曲 | 與林峯、馬國明、陳鍵鋒合唱                   | 《林峯黃金劇集歌曲選》MOOV                |
| 2009年 | 黑白變奏        | 學警狙擊         | TVB  | 主題曲 | 與陳鍵鋒、謝天華合唱                         | 《Love TV 情歌精選 2》                    |
| 2009年 | 紅蝴蝶          | 巾幗梟雄         | TVB  | 主題曲 |                                              | 《Love TV 情歌精選 2》                    |
| 2009年 | 咪話唔就你      | 巴不得爸爸...    | TVB  | 主題曲 | 與胡杏兒合唱                                 |                                           |
| 2010年 | 捱              | 女王辦公室       | TVB  | 主題曲 | 與杜汶澤、何韻詩合唱                         |                                           |
| 2010年 | Run             | 東方神球         |      | 主題曲 | 與黃宗澤合唱，外購劇                         |                                           |
| 2011年 | 團圓            | 團圓             | TVB  | 主題曲 |                                              | 《Love TV 情歌精選 3》                    |
| 2011年 | 春風化雨        | 點解阿Sir係阿Sir | TVB  | 主題曲 | 與陳豪合唱                                   | 《Love TV 情歌精選 3》                    |
| 2011年 | 目擊            | 法證先鋒III      | TVB  | 主題曲 | 與黎耀祥合唱                                 | 《Love TV 情歌精選 3》                    |
| 2012年 | 傷城記          | 缺宅男女         | TVB  | 主題曲 | 與鍾嘉欣合唱、另有個人獨唱版                 |                                           |
| 2012年 | 有時            | 名媛望族         | TVB  | 片尾曲 |                                              |                                           |
| 2014年 | 千鈞一髮        | 叛逃             | TVB  | 片尾曲 | 與陳展鵬合唱                                 |                                           |
| 2014年 | 是你嗎？        | 醋娘子           | TVB  | 主題曲 | 與胡杏兒合唱                                 |                                           |
| 2018年 | 雖然...這個世界 | 飛虎之潛行極戰   | 邵氏 | 片尾曲 | 與黃宗澤合唱                                 |                                           |

### 其他歌曲
| 年份   | 歌曲名稱          | 電視劇／節目         | 性質         | 備註                                       | 收錄專輯              |
| 2004年 | 驗情              | 28樓的驗情故事       | 主題曲       | 新城電台，與楊怡合唱                       |                       |
| 2004年 | 遇強越勇          | 無綫2004年雅典奧運   | 主題曲       | 與林峯、陳鍵鋒、黃宗澤、馬國明及黎諾懿合唱 |                       |
| 2004年 | 來去豁然          | 無綫2004年雅典奧運   | 歌曲         | 與林峯、陳鍵鋒、黃宗澤、馬國明及黎諾懿合唱 |                       |
| 2006年 | Put Your Hands Up | 無綫2006年德國世界盃 | 主題曲       | 與林峯、鄭嘉穎、黃宗澤合唱                 |                       |
| 2006年 | 太陽之手          | 日式面包王           | 主題曲       | 日本卡通片                                 | 《EEG TVB兒歌大放送》 |
| 2007年 | 超世代之戰        | 寵物小精靈超世代     | 主題曲       | 日本卡通片                                 |                       |
| 2008年 | 光輝的印記        | 無綫2008年北京奧運   | 主題曲       | TVB群星合唱                                |                       |
| 2009年 | 太極千字文        | 太極千字文           | 主題曲       | 韓國卡通片                                 |                       |
| 2022年 | 十問              | 披荊斬棘             | 第二季主題曲 | 實境綜藝節目                               |                       |
| 2023年 | 友情未完          | 不適用               | 不適用       | 不適用                                     | 與林峯合唱            |

## 電視獎項

### 萬千星輝頒獎典禮
| 年份   | 獎項                           | 劇集           | 角色                 | 結果             |
| ------ | ------------------------------ | -------------- | -------------------- | ---------------- |
| 2003年 | 本年度我最喜愛的男主角         | 英雄刀少年     | 王五                 | 提名             |
|        | 本年度我最喜愛的飛躍進步男藝員 | 英雄刀少年     | 王五                 | 提名             |
|        | 本年度我最喜愛的拍擋（戲劇組） | 英雄刀少年     | 劉松仁 吳卓羲 黃宗澤 | 提名             |
|        | 本年度我最喜愛的拍擋（戲劇組） | 英雄刀少年     | 吳卓羲 楊思琦        | 提名             |
| 2004年 | 本年度我最喜愛的男主角         | 大唐雙龍傳     | 徐子陵               | 提名             |
|        | 本年度我最喜愛的拍擋（戲劇組） | 大唐雙龍傳     | 林峯 吳卓羲          | 提名             |
|        | 本年度我最喜愛的拍擋（戲劇組） | 大唐雙龍傳     | 吳卓羲 唐寧          | 提名             |
|        | 本年度我最喜愛的飛躍進步男藝員 | 大唐雙龍傳     | 徐子陵               | 獲獎             |
| 2005年 | 最佳男主角                     | 西廂奇緣       | 張君瑞               | 提名             |
| 2006年 | 最佳男主角                     | 男人之苦       | 康世熙               | 提名             |
|        | 我最喜愛的電視男角色           | 男人之苦       | 康世熙               | 提名             |
|        | 飛躍進步男藝員                 | 男人之苦       | 康世熙               | 提名             |
| 2007年 | 最佳男主角                     | 學警出更       | 鍾立文               | 提名             |
| 2007年 | 我最喜愛的電視男角色           | 學警出更       | 鍾立文               | 提名             |
| 2007年 | 內地觀眾最喜愛TVB男藝人        |                |                      | 提名 （最後5強） |
| 2008年 | 我最喜愛的電視男角色           | 少年四大名捕   | 冷凌棄               | 提名             |
| 2009年 | 最佳男配角                     | 巾幗梟雄       | 蔣必正               | 提名             |
| 2010年 | 最佳男主角                     | 巴不得爸爸     | 楚慈                 | 提名             |
|        | 最佳男配角                     | 女王辦公室     | 凌笑淇               | 提名 （最後5強） |
| 2011年 | 最佳男主角                     | 團圓           | 翁以行               | 提名             |
| 2013年 | 最受歡迎電視男角色             | 衝上雲霄II     | 唐亦風               | 提名             |
|        | 最佳男配角                     | 衝上雲霄II     | 唐亦風               | 提名 (最後5強）  |
| 2014年 | 最佳男主角                     | 忠奸人         | 張立勳               | 提名             |
|        | 最受歡迎電視男角色             | 忠奸人         | 張立勳               | 提名             |
|        | 最受歡迎劇集歌曲               | 叛逃           | 千釣一髮 （陳展鵬）  | 提名             |
| 2018年 | 最喜愛TVB男主角（馬來西亞）    | 飛虎之潛行極戰 | 高家俊               | 提名             |
|        | 最喜愛TVB男主角（新加坡）      | 飛虎之潛行極戰 | 高家俊               | 提名             |
| 2020年 | 最喜愛TVB男主角（馬來西亞）    | 飛虎之雷霆極戰 | 章文龍               | 提名             |

### 有線最佳劇集頒獎禮
| 年份   | 獎項           | 劇集       | 角色   | 結果 |
| ------ | -------------- | ---------- | ------ | ---- |
| 2010年 | 「最佳男主角」 | 《大丫鬟》 | 方少陵 | 獲獎 |

### TVB 馬來西亞星光薈萃頒獎典禮
| 年份   | 獎項                | 劇集           | 角色          | 結果             |
| ------ | ------------------- | -------------- | ------------- | ---------------- |
| 2013年 | 「最愛TVB電視角色」 | 《衝上雲霄II》 | 唐亦風        | 獲獎             |
|        | 最喜愛TVB男主角     | 《衝上雲霄II》 | 唐亦風        | 提名             |
|        | 最喜愛TVB熒幕情侶   | 《衝上雲霄II》 | 吳卓羲 胡杏兒 | 提名 （最後5強） |
| 2014年 | 最喜愛TVB男主角     | 忠奸人         | 張立勳        | 提名             |
|        | 最喜歡TVB電視男角色 | 忠奸人         | 張立勳        | 提名             |

### Astro華麗台電視劇大獎
| 年份   | 獎項           | 劇集           | 角色            | 結果             |
| ------ | -------------- | -------------- | --------------- | ---------------- |
| 2005年 | 我的至愛男主角 | 大唐雙龍傳     | 徐子陵          | 提名 (最後5強）  |
|        | 我的至愛角色   | 《大唐雙龍傳》 | 徐子陵          | 獲獎             |
| 2006年 | 我的至愛男主角 | 酒店風雲       | 王啟傑          | 提名 （最後5強） |
|        | 我的至愛角色   | 《酒店風雲》   | 王啟傑          | 獲獎             |
| 2008年 | 我的至愛角色   | 《學警出更》   | 鍾立文          | 獲獎             |
|        | 我的至愛男主角 | 《學警出更》   | 鍾立文          | 提名 （最後5強） |
|        | 我的至愛主題曲 | 突圍行動       | 突圍 （馬浚偉） | 提名             |
| 2009年 | 我的至愛男主角 | 少年四大名捕   | 冷凌棄          | 提名             |
|        | 我的至愛角色   | 少年四大名捕   | 冷凌棄          | 提名             |

### MY AOD我的最愛頒獎典禮
| 年份   | 獎項                 | 劇集            | 角色   | 結果 |
| ------ | -------------------- | --------------- | ------ | ---- |
| 2011年 | 「我的最愛電視角色」 | 《法證先鋒III》 | 李展風 | 獲獎 |
|        | 我的至愛男主角       | 《法證先鋒III》 | 李展風 | 提名 |
| 2012年 | 「我的最愛電視角色」 | 《缺宅男女》    | 丁冠峰 | 獲獎 |

### 壹電視大獎
| 年份   | 獎項                          | 結果 |
| ------ | ----------------------------- | ---- |
| 2004年 | 「最有前途男藝人」            | 獲獎 |
| 2004年 | 「茲曼尼 最傑出品味新星大獎」 | 獲獎 |
| 2005年 | 十大電視藝人」第十位          | 獲獎 |
| 2010年 | 十大電視藝人」第八位          | 獲獎 |

### 新城勁爆電視大獎頒獎禮
| 年份   | 獎項             | 結果 |
| ------ | ---------------- | ---- |
| 2005年 | 「勁爆電視演員」 | 獲獎 |

### 其他獎項
| 年份   | 獎項                                                | 結果 |
| ------ | --------------------------------------------------- | ---- |
| 2005年 | 第四屆健康第壹大獎 十大健康之星                     | 獲獎 |
| 2005年 | YAHOO!搜尋人氣大獎2005 電視男藝人                   | 獲獎 |
| 2005年 | 第四屆健康第壹大獎 茲曼尼時尚活力大獎               | 獲獎 |
| 2005年 | 萬寧NO.1健與美大獎 魅力澎湃大獎                     | 獲獎 |
| 2005年 | TVB週刊最強人氣大獎 最強人氣偶像王（男111）         | 獲獎 |
| 2005年 | TVB週刊最強人氣大獎 最強人氣古裝王（男）            | 獲獎 |
| 2006年 | 新城點正娛樂勁爆電視大獎 十大勁爆電視演員           | 獲獎 |
| 2006年 | 第二屆電視劇風雲盛典（北京） 港台最具潛質新人獎     | 獲獎 |
| 2006年 | 雷霆881巴巴閉邊個夠我查篤撐靚聲爸爸選舉 靚聲爸爸    | 獲獎 |
| 2006年 | 粵港未來巨星頒獎典禮（廣州） 粵港未來巨星獎         | 獲獎 |
| 2006年 | 粵港未來巨星頒獎典禮（廣州） 動感超人氣大獎         | 獲獎 |
| 2010年 | 廣州南方盛典年度影視頒獎禮 全南方最受歡迎港台男演員 | 獲獎 |
| 2015年 | 第17届华鼎奖 全国观众最喜爱的影视明星               | 獲獎 |
| 2016年 | McMillan Woods Global Awards 最優秀男演員獎         | 獲獎 |
| 2018年 | 微博星耀盛典 微博人氣電視劇拍檔 黃宗澤、吳卓羲      | 獲獎 |

## 音樂獎項
| 年份   | 獎項                                                                              | 結果 |
| ------ | --------------------------------------------------------------------------------- | ---- |
| 2005年 | 2005勁歌金曲優秀選第二回 新人薦場飆星獎                                           | 獲獎 |
| 2005年 | 新城勁爆頒獎禮 新城勁爆卡拉OK歌曲 - 別怪她                                        | 獲獎 |
| 2005年 | 2005年度十大勁歌金曲頒獎典禮 十大勁歌金曲獎 - 別怪她                              | 提名 |
| 2005年 | 2005年度十大勁歌金曲頒獎典禮 新人飆升歌曲獎 - 別怪她                              | 提名 |
| 2005年 | 2005年度十大勁歌金曲頒獎典禮 最受歡迎男新人獎 銀獎                                | 獲獎 |
| 2006年 | 兒歌金曲頒獎典禮 十大兒歌金曲 超世代之戰                                          | 獲獎 |
| 2006年 | 廣州「第三屆勁歌王」總選頒獎禮 - 香港最有前途新人獎 金獎                          | 獲獎 |
| 2010年 | 2010年度十大勁歌金曲頒獎典禮 最受歡迎合唱歌曲獎 - Run （與黃宗澤合唱）            | 提名 |
| 2011年 | 2011年度十大勁歌金曲頒獎典禮 最受歡迎合唱歌曲獎 - 春風化雨 （與陳豪合唱）         | 提名 |
| 2011年 | 2011年度十大勁歌金曲頒獎典禮 最受歡迎合唱歌曲獎 - 目擊 （與黎耀祥合唱）           | 提名 |
| 2012年 | 越南「DienAnh.Net Movie Awards」頒獎典禮 最受歡迎原創電影及電視劇歌曲獎 —〈團圓〉 | 獲獎 |
| 2012年 | 2012年度十大勁歌金曲頒獎典禮 最受歡迎合唱歌曲獎 - 傷城記 （與鍾嘉欣合唱）         | 提名 |

## 外部連結
- 吳卓羲的新浪微博
- 吳卓羲的Instagram帳戶
- 吳卓羲官方網站 Ron Station（页面存档备份，存于）
- 吳卓羲在香港影庫上的簡介
- 吳卓羲在互联网电影资料库（IMDb）上的資料（英文）
- 吳卓羲在豆瓣上的资料（简体中文）